# ماثيو جونز (لاعب دوري الرغبي)
ماثيو جونز (بالإنجليزية: Matthew Johns) هو لاعب دوري الرغبي أسترالي، ولد في 27 يوليو 1971 في سيسنوك في أستراليا.

## وصلات خارجية
- ماثيو جونز على موقع IMDb (الإنجليزية)
- ماثيو جونز على موقع قاعدة بيانات الفيلم (الإنجليزية)